# Monte Kriváň
O Monte Kriváň (em polonês/polaco:  Krywań, em alemão:  Krummhorn, Ochsenhorn, em húngaro:  Kriván) é uma montanha na Eslováquia, com 2495 m de altitude, que fica no que foi historicamente a região de Liptov. É considerado por muitos como o monte mais belo da Eslováquia, tem fácil acesso e uma excelente vista panorâmica do topo, tornando-o o mais visitado na parte oeste do Alto Tatras. 
O Kriváň também tem sido um importante símbolo eslovaco durante os últimos dois séculos. O Kriváň está para os eslovacos como o Monte Cervino para os suíços, o Říp para os checos ou o monte Olimpo para os gregos. É mencionado em diversas obras do século XIX - literatura, pintura e documentos de diverso tipo. Em 2005, numa votação, foi escolhido para figurar na moedas de euro eslovacas. 

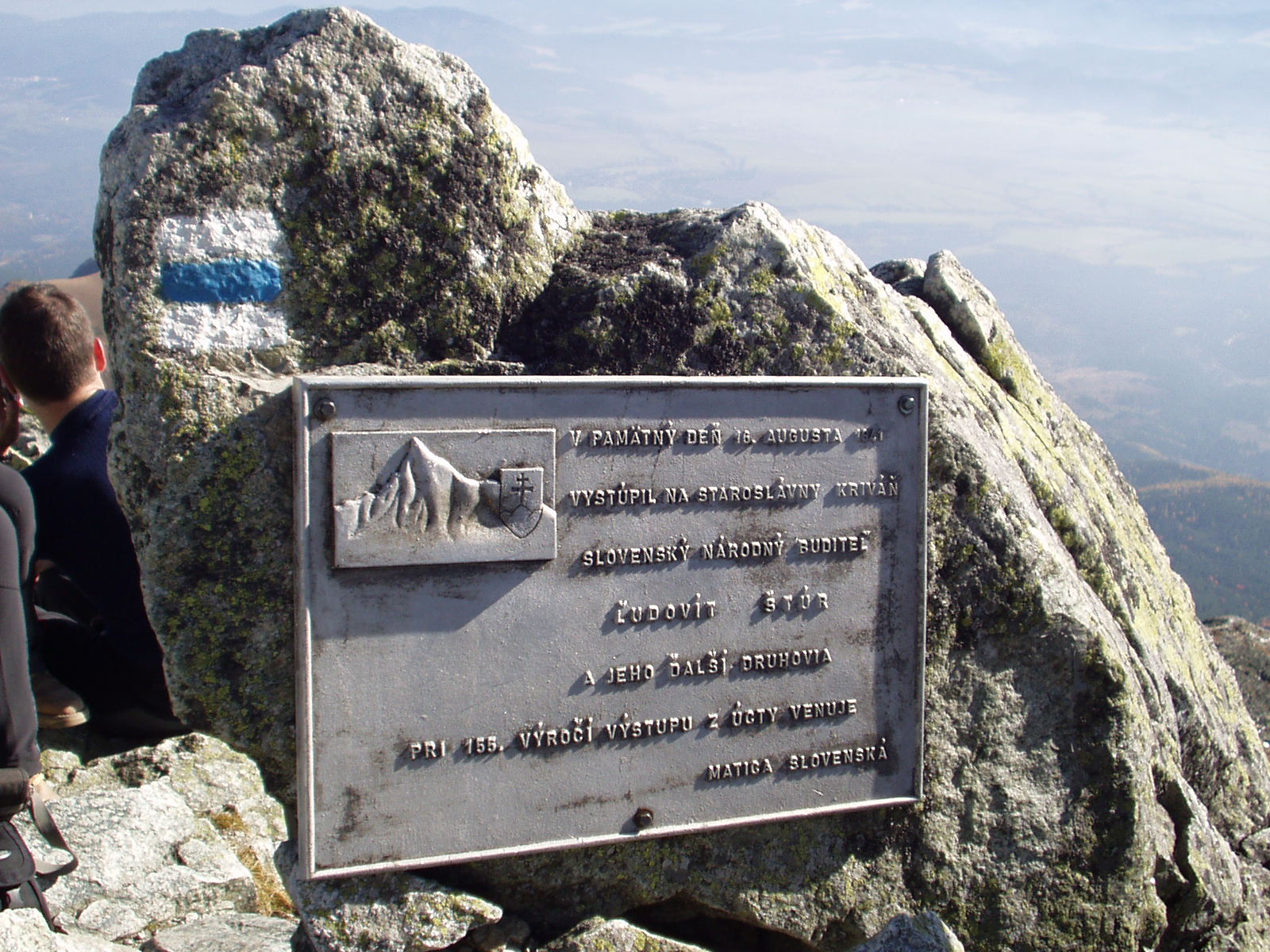
Placa comemorativa em homenagem a Ľudovít Štúr.